# Tiruwork Wube
Tiruwork Wube, morte le 16 mai 1868, également connue sous le nom de reine Terunesh, est une impératrice consort d'Éthiopie, et la deuxième épouse de l'empereur Tewodros II qui a unifié l’Éthiopie.

## Origine
Elle est la fille du dejazmach Wube Hayle Maryam, un Amhara, prince de la province de Semien durant l’ère des princes pendant laquelle l’Éthiopie était morcelée, qui est devenu le souverain virtuel de tout le nord de l'Éthiopie après sa conquête de la province du Tigré et de certaines parties de ce qui va devenir l'Érythrée dans les années 1830 et 1840. Sa mère est Woizero Lakiyaye, une noble du Tigré qui régnait dans la région du Tigré. Tiruwork Wube était une descendante du ras Wolde Selassie, qui a régné sur une grande partie de la région et a établi sa capitale à Chalacot à la fin des années 1700. La famille du dejazmatch Wube descendait de l'empereur Fasilidas, et ce dejazmatch avait longtemps nourri l'ambition de devenir lui-même empereur. 
Cependant, Tewodros II l’emporte sur le dejazmatch Wube, dans leur confrontation pour prendre la tête de la réunification du pays, notamment dans la bataille de Deresgé, et se fait couronner dans l'église de Derasge Maryam que  le dejazmatch Wube aurait construite pour son propre couronnement. Tewodros aurait particulièrement détesté Dejazmach Wube parmi ses ennemis et ordonné qu'il soit enchaîné et emprisonné à vie avec ses fils. Femme profondément religieuse, Tiruwork Wube doit supporter la situation de son père. Elle recoure à la prière et au jeûne, et envisage d'entrer dans un couvent.

## Règne d'impératrice
Après la mort de la première épouse de Tewodros II, l'impératrice Tewabech Ali, les intimes de l'empereur commencent à chercher discrètement une consort appropriée pour lui donner un héritier et pour calmer ses humeurs les plus extrêmes, comme l'avait fait sa défunte épouse. La légende raconte que l'un des officiers de l'empereur, assistant à l'office du dimanche dans une église de Derasge, est frappé par la beauté, la tenue aristocratique et la profonde piété d'une femme qui y pratique le culte. Il se rend  auprès de l'empereur et lui dit qu'il a vu la femme « destinée à être l'épouse de mon souverain ». Tewodros se renseigne et apprend que cette femme n'est autre que la fille de son ennemi Wube Hayle Maryam,. Cependant, son port royal, son illustre arbre généalogique et sa grande beauté l'impressionnent suffisamment pour qu'il veuille épouser la fille de l'un de ses plus grands ennemis. Tiruwork Wube résiste, suppliant qu'on lui permette d'entrer dans un couvent, mais sa famille la persuade d'épouser l'empereur dans l'espoir de mettre fin à l'emprisonnement de son père et de ses frères, ou du moins de l'adoucir. Malheureusement, le mariage n'est pas particulièrement heureux. Contrairement à sa première épouse, sa nouvelle impératrice ne parvient pas à calmer ses colères, et n'a probablement pas intérêt à le faire. L'empereur ordonne l'assouplissement des conditions d'emprisonnement de Dejazmach Wube et de ses fils, mais ne les libère pas comme l'avait espéré sa nouvelle épouse, ce qui contribue à la froideur qui s'installe entre eux. Tiruwork Wube pensait également qu'en épousant Tewodros, que ses pairs considéraient comme un usurpateur, elle se serait mariée en dessous de son rang. Elle refuse délibérément de se lever lorsqu'il entre dans une pièce, comme c'est la coutume, faisant souvent semblant de ne pas l'avoir vu. Un jour, en entrant dans une pièce où sa femme était assise, Tewodros la trouve en train de lire un livre de psaumes et faisant semblant de ne pas remarquer son entrée. Il lui demanda avec colère pourquoi elle ne se lève pas. L'impératrice l'ignore. Furieux, l'empereur demande à haute voix pourquoi elle ose l'ignorer lorsqu'il lui parle. Elle lève les yeux et dit : « Je parle à quelqu'un de bien plus grand que vous ». Tiruwork Wube se montre généralement froide et condescendante à l'égard de Tewodros, qui se montre furieux. Il qualifie l'une de ses maîtresses « l'impératrice » Ils parviennent cependant à avoir un fils, Alemayehou Téwodros, qu'ils adorent tous les deux.
Bien que leur mariage soit assez houleux et qu'ils soient souvent séparés, ils se réconcilient à plusieurs reprises, notamment au moment où les Britanniques arrivent en 1868 pour libérer les prisonniers européens dont l'empereur s'est emparé. À une occasion, lorsque Menelik, du Choa, arrive devant Magdala avec son armée et menace de prendre la citadelle en l'absence de l’empereur Tewodros, l'impératrice Tiruwork contribue à rallier les forces de l'empereur et à repousser Menelik.

## Mort
Après la défaite et le suicide de Tewodros II le lundi de Pâques 1868, le commandant du corps expéditionnaire britannique, Sir Robert Napier, prend l'impératrice Tiruwork Wube et son fils sous sa protection. Après avoir d'abord accepté que son fils parte en Angleterre avec l'expédition tandis qu'elle retournerait dans son Simien natal, l'impératrice décide finalement d'accompagner son fils. Mais l'impératrice est déjà souffrante, et le stress causé par la mort de son mari et son avenir incertain ont raison d'elle. Napier accorde à l'impératrice toute la dignité royale et veille à ce que la famille de l’ancien empereur Tewodros soit traitée comme il se doit. L'impératrice apprend que les parents de son époux, en réponse à la demande de Napier sur ce qu'il convient de faire pour l'impératrice, ont répondu « Faites ce que vous voulez d'elle ». Blessée par cette réponse, elle est également harcelée par un capitaine des forces britanniques, qui a connu Tewodros et qui tente constamment d'obtenir de sa veuve qu'elle le nomme tuteur du jeune Alemayehu. Elle demande à Napier de l'éloigner et celui-ci ordonne à ce capitaine de cesser d'harceler l'impératrice. L'expédition part pour la côte, mais la santé de l'impératrice commence à décliner rapidement. Elle meurt avant d'atteindre la côte, et son jeune fils orphelin, âgé de sept ans, part pour la Grande-Bretagne sans aucun parent à ses côtés.
L'impératrice Tiruwork Wube reçoit les honneurs des troupes britanniques lorsque son corps est transporté au monastère de la Sainte-Trinité à Chalacot dans le Tigré, où son grand-père paternel est enterré Elle est pleurée par sa mère, Woizero Lakiyaye, qui, avant de partir avec le corps de sa fille pour le Tigré, remet à Napier une lettre destinée à la reine Victoria. Dans cette lettre, la grand-mère de l’héritier Alemayehou demande à la reine britannique de s'occuper du petit prince comme s'il était le sien, car elle ne peut plus l'aider elle-même. La lettre touche profondément la reine, qui prend en charge l'éducation d'Alemayehou. La reine Victoria témoigne de sa tristesse dans son journal lorsque le prince éthiopien meurt à l'âge de 19 ans, plusieurs années plus tard.
En plus d'avoir été la tante de la première épouse de son mari, l'impératrice Tewabech Ali, l'impératrice Tiruwork était également la cousine germaine de l'impératrice Taytu Betul, consort de l'empereur Ménélik II.